# مارسيلو فريتاس
مارسيلو فريتاس (1 يونيو 1994 بليميرا في البرازيل - ) هو لاعب كرة قدم برازيلي في مركز الوسط يلعب في نادي حتا الإماراتي. لعب مع إنيرجي كوتبوس.

## وصلات خارجية
- مارسيلو فريتاس على موقع قاعدة بيانات كرة القدم.إي يو (الإنجليزية)
- مارسيلو فريتاس على موقع Soccerway.com (الإنجليزية)
- مارسيلو فريتاس على موقع عالم كرة القدم.نت (الإنجليزية)